# Thử thách gia đình
Thử thách gia đình (tên gốc tiếng Anh: On the Rocks) là một bộ phim hài chính kịch của Mỹ năm 2020 do Sofia Coppola viết kịch bản và đạo diễn. Nội dung phim xoay quanh một người cha cùng con gái của mình bắt đầu có những nghi ngờ về sự chung thủy của người chồng. Phim có sự tham gia diễn xuất của Rashida Jones, Bill Murray và Marlon Wayans.
Phim ra mắt tại Liên hoan phim New York vào ngày 22 tháng 9 năm 2020, được hãng A24 phát hành giới hạn tại các rạp chiếu của Mỹ vào ngày 2 tháng 10 năm 2020 và sau đó là phát hành trên dịch vụ streaming trực tuyến Apple TV+ vào ngày 23 tháng 10 năm 2020. Thử thách gia đình đã nhận được nhiều ý kiến tích cực từ các nhà phê bình, trong đó nhiều người cho rằng bộ phim này nhẹ nhàng hơn các tác phẩm trước của Coppola, đồng thời khen ngợi phần trình diễn của Murray.

## Nội dung
Laura và Dean là một cặp vợ chồng mới kết hôn ở Manhattan với hai cô con gái nhỏ, Maya và Theo. Laura là một tiểu thuyết gia đang vật lộn để hoàn thành cuốn sách mới nhất của mình cũng như việc chăm sóc con cái, trong khi Dean lại là một doanh nhân thành đạt tại một công ty khởi nghiệp về công nghệ đang phát triển mạnh, được vây quanh bởi những đồng nghiệp trẻ đẹp và hấp dẫn. Một đêm, sau khi trở về từ chuyến công tác, Dean trèo lên giường và hôn Laura say đắm, nhưng khi nhận ra giọng nói của vợ, anh đột ngột ngừng lại và đi ngủ, khiến Laura rất bối rối. Ngày hôm sau, Laura tìm thấy một túi đồ trang điểm phụ nữ trong hành lý của Dean; Dean giải thích rằng nó là của người đồng nghiệp Fiona để nhờ vì vali của cô không có đủ chỗ.
Laura tâm sự những nghi ngờ của mình về Dean với cha cô, Felix, một tay buôn đồ nghệ thuật giàu có đã bán nghỉ hưu. Là một tay chơi lâu năm, Felix tán tỉnh hầu hết phụ nữ mà ông gặp và tin rằng đàn ông được sinh ra để lừa gạt phụ nữ. Tin chắc rằng Dean đang ngoại tình, Felix đề xuất một cuộc điều tra về Dean và khuyến khích Laura kiểm tra các tin nhắn trong điện thoại của chồng. Laura miễn cưỡng làm theo lời bố nhưng không thấy gì khác thường. Trong khi đi công tác xa, Dean FaceTime Laura vào ngày sinh nhật cô ấy và làm cô ngạc nhiên với một món quà là một chiếc Thermomix. Dù trước đó cô khẳng định không muốn tổ chức sinh nhật, Laura vẫn đồng ý đi ăn nhà hàng với Felix. Ông tiết lộ rằng mình đã theo dõi Dean và thấy anh đi vào Cartier mua đồ trang sức. Khi Laura trở nên nghi ngờ, một đêm, Felix đến đón cô và thuyết phục cô theo dõi Dean khi anh tham dự một bữa ăn tối tại nơi làm việc. Sau khi Dean rời đi trong một chiếc taxi với Fiona, Felix phóng nhanh và bị hai cảnh sát yêu cầu dừng lại do lái xe ẩu. Felix biết cha của một trong những cảnh sát và sử dụng mối quan hệ này để giải thoát mình khỏi tay cảnh sát.
Felix sau đó phát hiện ra Dean đang lên kế hoạch cho một chuyến đi đến khu nghỉ mát ở Mexico, nhưng Laura không tin. Ngày hôm sau, Dean kể cho vợ mình nghe về chuyến đi này. Khi biết Fiona cũng sẽ tham gia chuyến đi, Laura ngày càng nghi ngờ và gọi điện cho Felix, người đã thuyết phục cô bám theo Dean đến Mexico để theo dõi anh. Buổi tối tại khu nghỉ mát, Laura và Felix phát hiện ra một người phụ nữ ở trong phòng của Dean. Khi Laura lao vào để đối đầu với Dean, cô ấy ngạc nhiên khi thấy Fiona đang ở trong phòng với bạn gái của mình. Cùng lúc đó, Dean gọi cho Laura để thông báo với cô rằng anh đã rời đi sớm và đang trên đường trở về nhà. Nhận ra sai lầm của mình, Laura đã buộc tội cha mình và mắng ông vì đã đối xử tệ bạc với mẹ cô, người mà ông đã lừa dối nhiều năm trước đó.
Trở lại New York, Laura và Dean đã có một cuộc trò chuyện chân thành khi cả hai chia sẻ những nỗi sợ hãi và bất an của mình: Laura cảm thấy xa lánh chồng mình do anh phải đi công tác liên tục, còn Dean nói rằng anh bận làm việc vì muốn trở thành một chỗ dựa vững chắc của gia đình. Họ hòa giải, và Laura đã tiếp tục viết được sách. Một thời gian sau, Felix đến thăm Laura và cả hai đã hòa giải. Khi ở một nhà hàng, Dean làm Laura bất ngờ với món quà sinh nhật lần thứ hai, một chiếc đồng hồ Cartier có khắc chữ. Laura tháo chiếc đồng hồ cổ điển mà Felix đã tặng trước đó và đeo cho Dean.

## Diễn viên
- Rashida Jones vai Laura Keane
- Bill Murray vai Felix Keane
- Marlon Wayans vai Dean
- Jessica Henwick vai Fiona Saunders
- Jenny Slate vai Vanessa
- Liyanna Muscat vai Maya
- Alexandra và Anna Reimer vai Theo
- Barbara Bain vai Gran Keane
- Juliana Canfield vai Amanda Keane
- Alva Chinn vai Diane

## Sản xuất
Ngày 15 tháng 11 năm 2018, có nguồn tin cho biết Apple đã ký một thỏa thuận lâu năm với công ty giải trí A24 để hợp tác sản xuất một loạt các phim gốc độc quyền. Ngày 15 tháng 1 năm 2019, bộ phim đầu tiên được xác nhận sản xuất dưới màn bắt tay này sẽ do Sofia Coppola đạo diễn với tựa đề Thử thách gia đình.
Cùng với thông tin ban đầu về bộ phim, giới truyền thông xác nhận bộ phim sẽ có sự tham gia của Bill Murray và Rashida Jones. Tháng 4 năm 2019, Marlon Wayans tham gia vào dàn diễn viên của Thử thách gia đình. Tháng 6 năm 2019, Jessica Henwick cũng tham gia dàn diễn viên của bộ phim. Đến tháng 7, Jenny Slate được thông báo là sẽ tham gia dàn diễn viên. Quá trình quay phim chính của bộ phim bắt đầu vào tháng 6 năm 2019 tại Thành phố New York.

## Phát hành
Thử thách gia đình đã có buổi công chiếu ra mắt tại Liên hoan phim New York vào ngày 22 tháng 9 năm 2020. Phim được hãng A24phát hành giới hạn tại các rạp chiếu của Mỹ vào ngày 2 tháng 10 năm 2020, và sau đó là phát hành trên dịch vụ streaming trực tuyến Apple TV+ vào ngày 23 tháng 10 năm 2020.

## Đón nhận

### Đánh giá chuyên môn
Trên hệ thống tổng hợp kết quả đánh giá Rotten Tomatoes, phim nhận được 86% lượng đồng thuận dựa theo 265 bài đánh giá, với điểm trung bình là 7,3/10. Các chuyên gia của trang web nhất trí rằng, "Thử thách gia đình không tiềm năng như những yếu tố hàng đầu đã cấu thành nên nó, nhưng đoạn kết cuối cùng vẫn ngã ngũ một cách dễ dàng -- đồng thời đưa ra bằng chứng về sự quyến rũ không tuổi của Bill Murray." Trên trang Metacritic, bộ phim đạt số điểm 73 trên 100, dựa trên 47 nhận xét, chủ yếu là những lời khen ngợi.
Cây viết David Ehrlich của IndieWire đã chấm bộ phim điểm B+ với lời bình “Thử thách gia đình không được thực hiện để giành lấy vị thế mang tính biểu tượng như một số tác phẩm trước đây của Coppola. [Bộ phim] không phải chỉ để xem một lần rồi thôi, nhưng cũng chẳng mang lại bất cứ điều gì gây ám ảnh." AA Dowd của The AV Club cho bộ phim điểm B, khen ngợi màn trình diễn của Murray là "một ngôi sao không thể cưỡng lại, phóng khoáng và hài hước và thoải mái," tuy nhiên vẫn cho rằng đây là một tác phẩm yếu kém trong sự nghiệp của Coppola. Một đánh giá khác ít tích cực hơn bao gồm lời bình của Eileen Jones từ tạp chí Jacobin khi gọi Thử thách gia đình là "một câu chuyện quanh co khác về cuộc sống của một người nổi tiếng nhạt nhẽo và bị xa lánh." 

### Giải thưởng
| Giải thưởng                                                     | Ngày                 | Hạng mục                                                  | Đề cử                                                            | Kết quả   | Nguồn  |
| --------------------------------------------------------------- | -------------------- | --------------------------------------------------------- | ---------------------------------------------------------------- | --------- | ------ |
| Giải thưởng của Hiệp hội điện ảnh Sunset                        | 1 tháng 12 năm 2020  | Nam diễn viên phụ xuất sắc nhất                           | Bill Murray                                                      | Đề cử     | [ 18 ] |
| Hiệp hội nhà báo điện ảnh Indiana                               | 20 tháng 12 năm 2020 | Nam diễn viên phụ xuất sắc nhất                           | Bill Murray                                                      | Đề cử     | [ 19 ] |
| Giải thưởng của Hiệp hội phê bình phim Chicago                  | 21 tháng 12 năm 2020 | Nam diễn viên phụ xuất sắc nhất                           | Bill Murray                                                      | Đề cử     | [ 20 ] |
| Giải thưởng của Hiệp hội phê bình phim Florida                  | 21 tháng 12 năm 2020 | Nam diễn viên phụ xuất sắc nhất                           | Bill Murray                                                      | Đề cử     | [ 21 ] |
| Giải thưởng của Hiệp hội phê bình phim Greater Western New York | 31 tháng 12 năm 2020 | Nam diễn viên phụ xuất sắc nhất                           | Bill Murray                                                      | Đề cử     | [ 22 ] |
| Giải thưởng phê bình phim độc lập Chicago                       | 2 tháng 1 năm 2021   | Nam diễn viên phụ xuất sắc nhất                           | Bill Murray                                                      | Đề cử     | [ 23 ] |
| Liên minh các nữ nhà báo hoạt động về điện ảnh                  | 4 tháng 1 năm 2021   | Nam diễn viên phụ xuất sắc nhất                           | Bill Murray                                                      | Đề cử     | [ 24 ] |
| Hiệp hội phê bình phim Bắc Carolina                             | 4 tháng 1 năm 2021   | Nam diễn viên phụ xuất sắc nhất                           | Bill Murray                                                      | Đề cử     | [ 25 ] |
| Hiệp hội phê bình phim Columbus                                 | 7 tháng 1 năm 2021   | Nam diễn viên phụ xuất sắc nhất                           | Bill Murray                                                      | Đề cử     | [ 26 ] |
| Giải thưởng của Hiệp hội phê bình phim Music City               | 11 tháng 1 năm 2021  | Nam diễn viên phụ xuất sắc nhất                           | Bill Murray                                                      | Đề cử     | [ 27 ] |
| Giải thưởng của Hiệp hội phê bình phim San Diego                | 11 tháng 1 năm 2021  | Nam diễn viên phụ xuất sắc nhất                           | Bill Murray                                                      | Đề cử     | [ 28 ] |
| Giải thưởng của Hiệp hội phê bình phim San Diego                | 11 tháng 1 năm 2021  | Trình diễn hài xuất sắc nhất                              | Bill Murray                                                      | Hạng 2    | [ 28 ] |
| Giải thưởng của Hiệp hội phê bình phim San Diego                | 11 tháng 1 năm 2021  | Kịch bản gốc xuất sắc nhất                                | Sofia Coppola                                                    | Đề cử     | [ 28 ] |
| Hiệp hội phê bình phim Hawaii                                   | 12 tháng 1 năm 2021  | Nam diễn viên phụ xuất sắc nhất                           | Bill Murray                                                      | Đề cử     | [ 29 ] |
| Hiệp hội điện ảnh Bắc Dakota                                    | 15 tháng 1 năm 2021  | Ca khúc trong phim hay nhất                               | Thomas Mars, Christian Mazzalai, Laurent Brancowitz, Deck D'Arcy | Đề cử     | [ 30 ] |
| Hiệp hội phê bình phim St. Louis                                | 17 tháng 1 năm 2021  | Phim hài xuất sắc nhất                                    | Thử thách gia đình                                               | Đề cử     | [ 31 ] |
| Hiệp hội phê bình phim St. Louis                                | 17 tháng 1 năm 2021  | Nam diễn viên phụ xuất sắc nhất                           | Bill Murray                                                      | Đề cử     | [ 31 ] |
| Hiệp hội phê bình phim Denver                                   | 18 tháng 1 năm 2021  | Nam diễn viên phụ xuất sắc nhất                           | Bill Murray                                                      | Đề cử     | [ 32 ] |
| Giải thưởng của Hiệp hội phê bình phim Houston                  | 18 tháng 1 năm 2021  | Nam diễn viên phụ xuất sắc nhất                           | Bill Murray                                                      | Đề cử     | [ 33 ] |
| Giải thưởng của Hiệp hội phê bình phim trực tuyến               | 25 tháng 1 năm 2021  | Nam diễn viên phụ xuất sắc nhất                           | Bill Murray                                                      | Đề cử     | [ 34 ] |
| Hiệp hội phê bình phim Bắc Texas                                | 26 tháng 1 năm 2021  | Nam diễn viên phụ xuất sắc nhất                           | Bill Murray                                                      | Đề cử     | [ 35 ] |
| Giải thưởng của Hiệp hội phê bình phim vùng Washington D.C.     | 8 tháng 2 năm 2021   | Nam diễn viên phụ xuất sắc nhất                           | Bill Murray                                                      | Đề cử     | [ 36 ] |
| Giải thưởng của Hiệp hội phê bình phim Dallas–Fort Worth        | 10 tháng 2 năm 2021  | Nam diễn viên phụ xuất sắc nhất                           | Bill Murray                                                      | Hạng 2    | [ 37 ] |
| Giải Satellite                                                  | 15 tháng 2 năm 2021  | Phim điện ảnh hài hoặc âm nhạc xuất sắc nhất              | Thử thách gia đình                                               | Đề cử     | [ 38 ] |
| Giải Satellite                                                  | 15 tháng 2 năm 2021  | Nữ diễn viên phim điện ảnh hài hoặc âm nhạc xuất sắc nhất | Rashida Jones                                                    | Đề cử     | [ 38 ] |
| Giải Satellite                                                  | 15 tháng 2 năm 2021  | Nam diễn viên điện ảnh phụ xuất sắc nhất                  | Bill Murray                                                      | Đề cử     | [ 38 ] |
| Hiệp hội phê bình phim Seattle                                  | 15 tháng 2 năm 2021  | Nam diễn viên phụ xuất sắc nhất                           | Bill Murray                                                      | Đề cử     | [ 39 ] |
| Giải Quả cầu vàng                                               | 28 tháng 2 năm 2021  | Nam diễn viên điện ảnh phụ xuất sắc nhất                  | Bill Murray                                                      | Đề cử     | [ 40 ] |
| Giải Final Draft                                                | 2 tháng 3 năm 2021   | Giải người kể chuyện - Điện ảnh                           | Sofia Coppola                                                    | Đoạt giải | [ 41 ] |
| Hiệp hội phê bình Hollywood                                     | 5 tháng 3 năm 2021   | Nữ đạo diễn xuất sắc nhất                                 | Sofia Coppola                                                    | Đề cử     | [ 42 ] |
| Hiệp hội phê bình Hollywood                                     | 5 tháng 3 năm 2021   | Phim hài/âm nhạc xuất sắc nhất                            | Thử thách gia đình                                               | Đề cử     | [ 42 ] |
| Giải Critics' Choice                                            | 7 tháng 3 năm 2021   | Phim hài hay nhất                                         | Thử thách gia đình                                               | Đề cử     | [ 43 ] |
| Giải Critics' Choice                                            | 7 tháng 3 năm 2021   | Nam diễn viên phụ xuất sắc nhất                           | Bill Murray                                                      | Đề cử     | [ 43 ] |
| Giải AARP Movies for Grownups                                   | 28 tháng 3 năm 2021  | Nam diễn viên phụ xuất sắc nhất                           | Bill Murray                                                      | Đề cử     | [ 44 ] |
| Giải AARP Movies for Grownups                                   | 28 tháng 3 năm 2021  | Phim xuyên thế hệ xuất sắc nhất                           | Thử thách gia đình                                               | Đề cử     | [ 44 ] |
| Giải Eddie của Các nhà biên tập điện ảnh Hoa Kỳ                 | 17 tháng 4 năm 2021  | Dựng phim hài xuất sắc nhất                               | Sarah Flack                                                      | Đề cử     | [ 45 ] |